# Дробный квантовый эффект Холла в графене
Дро́бный ква́нтовый эффе́кт Хо́лла в графене  — эффект квантования холловского сопротивления (или проводимости) двумерного электронного газа (или двумерного дырочного газа) в сильных магнитных полях в графене. Этот эффект был предсказан теоретически и подтверждён экспериментально в 2009 году. В отличие от целочисленного квантового эффекта Холла в графене значение холловского сопротивления принимает дробные значения кванта сопротивления (в единицах {\displaystyle h/e^{2}}).
Как и в обычных двумерных системах с параболическим законом дисперсии ДКЭХ в графене, где носители обладают линейным спектром, возникает из-за кулоновского взаимодействия в двумерной системе. 
Несмотря на то, что электроны и дырки в графене имеют высокую подвижность (~ 20000 см2В−1с−1) не зависящую от температуры, ДКЭХ в образцах лежащих на поверхности не удавалось наблюдать. Удаление диэлектрика под графеном позволило существенно (на порядок) повысить подвижность носителей тока. Подвешенный графен позволил наблюдать плато ДКЭХ в двухконтактных образцах со значением проводимости равной {\displaystyle {\frac {1}{3}}{\frac {e^{2}}{h}}}. Благодаря тому, что подвешенный графен окружён средой с малой диэлектрической проницаемостью, кулоновское взаимодействие носителей тока не подавлено, и температура для наблюдения этого эффекта существенно выше (~6 К), чем, например, в нормальных системах с ДЭГ на основе гетеропереходов GaAs/AlGaAs.